# Noah Schwartz
Noah Schwartz (* 1. August 1983 in Miami Beach, Florida) ist ein professioneller US-amerikanischer Pokerspieler. Er gewann bei der World Poker Tour 2012 das Main Event und 2015 das Alpha8 sowie 2013 ein Bracelet bei der World Series of Poker Europe.

## Persönliches
Schwartz machte einen Bachelor in Finanzwissenschaften an der Florida International University in Miami.

## Pokerkarriere
Schwartz begann im Jahr 2001 mit Poker. Er spielte von August 2006 bis April 2011 online unter den Nicknames fouruhaters (PokerStars sowie partypoker) und TheProtege3 (Full Tilt Poker). Seine Online-Turniergewinne belaufen sich auf knapp 800.000 US-Dollar. Sein mit Abstand höchstes Online-Preisgeld von mehr als 350.000 US-Dollar gewann er Ende März 2007 nach einem Turniersieg auf PokerStars.
Seine erste Geldplatzierung bei einem Live-Turnier erzielte Schwartz Anfang Dezember 2006 im Hotel Bellagio am Las Vegas Strip. Im Juni 2007 war er erstmals bei der World Series of Poker (WSOP) im Rio All-Suite Hotel and Casino am Las Vegas Strip erfolgreich und kam bei zwei Turnieren der Variante No Limit Hold’em in die Geldränge. Ende Januar 2008 erreichte er den Finaltisch beim Main Event der World Poker Tour (WPT) in Atlantic City und erhielt für seinen vierten Platz rund 330.000 US-Dollar Preisgeld. Bei der WSOP 2009 wurde Schwartz beim Jubiläumsturnier zur 40. Austragung der Serie Achter für knapp 250.000 US-Dollar. Mitte Oktober 2010 belegte er beim WPT-Main-Event im Bellagio den dritten Platz und erhielt knapp 350.000 US-Dollar. Bei der im Oktober 2011 in Cannes ausgespielten World Series of Poker Europe (WSOPE) wurde Schwartz beim fünften Event Vierter für mehr als 110.000 Euro Preisgeld. Ende Februar 2012 erreichte er erneut den Finaltisch des WPT-Main-Events und landete in Los Angeles auf dem vierten Rang für mehr als 350.000 US-Dollar. Zwei Monate später wurde er beim High-Roller-Event der European Poker Tour (EPT) in Monte-Carlo Sechster für 166.000 Euro. Mitte November 2012 gewann Schwartz das WPT-Main-Event in Jacksonville mit einer Siegprämie von rund 400.000 US-Dollar. Im Mai 2013 saß er am Finaltisch des EPT-Main-Events in Monte-Carlo und wurde Sechster für 189.000 Euro. Im Oktober 2013 gewann Schwartz ein Turnier der WSOPE in Enghien-les-Bains und erhielt neben der Siegprämie von rund 105.000 Euro ein Bracelet. Im Dezember 2014 belegte er beim Alpha8-Event der WPT am Las Vegas Strip den vierten Platz für knapp 540.000 US-Dollar. Mitte Januar 2015 gewann er das gleiche Event in Hollywood, Florida, und erhielt eine Siegprämie von 585.000 US-Dollar, sein bisher höchstes Preisgeld. Seitdem blieben größere Turniererfolge aus.
Insgesamt hat sich Schwartz mit Poker bei Live-Turnieren mehr als 6,5 Millionen US-Dollar erspielt.